# Јеленска антилопа
Јеленска антилопа (лат. Antilope cervicapra) је врста сисара из реда папкара (Artiodactyla) и породице шупљорожаца (Bovidae). Једина је врста у роду Antilope.

## Распрострањење
Ареал врсте покрива средњи број држава. Врста је присутна у Индији. Изумрла је у Пакистану, Бангладешу, и Непалу. Вештачки је уведена у Сједињене Америчке Државе и Аргентину.

## Станиште
Станиште врсте су травна вегетација. 

## Угроженост
Ова врста је на нижем степену опасности од изумирања, и сматра се скоро угроженим таксоном.